# BRIT Awards 2022
La XLII edizione dei BRIT Awards, premi conferiti dalla BPI, si è svolta a Londra, presso la O2 Arena, l'8 febbraio 2022.
La serata è stata condotta da Mo Gilligan e le candidature sono state annunciate il 18 dicembre 2021. Adele è stata l'artista più premiata della serata, avendo ricevuto tre riconoscimenti.

## Esibizioni
| Artisti                                | Canzoni                               |
| Spettacolo dei nominati                | Spettacolo dei nominati               |
| -------------------------------------- | ------------------------------------- |
| Anne-Marie                             | Kiss My (Uh-Oh)                       |
| Glass Animals                          | Heat Waves                            |
| Joel Corry e Gracey                    | Out Out, Bed e I Wish                 |
| Spettacolo principale                  |                                       |
| Ed Sheeran e Bring Me the Horizon      | Bad Habits                            |
| Anne-Marie, KSI e Digital Farm Animals | Kiss My (Uh-Oh), Don't Play e Holiday |
| Little Simz e Emma Corrin              | Introvert e Woman                     |
| Liam Gallagher                         | Everything's Electric                 |
| Holly Humberstone                      | London Is Lonely                      |
| Adele                                  | I Drink Wine                          |
| Sam Fender                             | Seventeen Going Under                 |
| Ed Sheeran                             | The Joker and the Queen               |
| Dave, Fredo, Ghetts, Meekz e Giggs     | In the Fire                           |

## Nomination
In grassetto sono evidenziati i vincitori.

### Album britannico dell'anno
- Adele – 30
- Dave – We're All Alone in This Together
- Ed Sheeran – =
- Little Simz – Sometimes I Might Be Introvert
- Sam Fender – Seventeen Going Under

### Canzone britannica
- Adele – Easy on Me
- A1 x J1 – Latest Trends
- Anne-Marie, KSI e Digital Farm Animals – Don't Play
- Becky Hill e David Guetta – Remember
- Central Cee – Obsessed with You
- Dave (featuring Stormzy) – Clash
- Ed Sheeran – Bad Habits
- Elton John e Dua Lipa – Cold Heart (Pnau Remix)
- Glass Animals – Heat Waves
- Joel Corry, Raye e David Guetta – Bed
- KSI – Holiday
- Nathan Evans – Wellerman (220 Kid x Billen Ted Remix)
- Riton e Nightcrawlers (featuring Mufasa & Hypeman) – Friday
- Russ Millions e Tion Wayne – Body
- Tom Grennan – Little Bit of Love

### Miglior canzone internazionale
- Olivia Rodrigo – Good 4 U
- ATB, Topic e A7S – Your Love (9PM)
- Billie Eilish – Happier than Ever
- CKay (featuring Joeboy & Kuami Eugene) – Love Nwantiti Remix (Ah Ah Ah)
- Doja Cat (featuring SZA) – Kiss Me More
- Drake (featuring Lil Baby) – Girls Want Girls
- Galantis, David Guetta e Little Mix – Heartbreak Anthem
- Jonasu – Black Magic
- The Kid Laroi e Justin Bieber – Stay
- Lil Nas X – Montero (Call Me by Your Name)
- Lil Tjay e 6lack – Calling My Phone
- Måneskin – I Wanna Be Your Slave
- Polo G – Rapstar
- Tiësto – The Business
- The Weeknd – Save Your Tears

### Artista britannico dell'anno
- Adele
- Dave
- Ed Sheeran
- Little Simz
- Sam Fender

### Miglior artista pop/R&B
- Dua Lipa
- Adele
- Ed Sheeran
- Griff
- Joy Crookes

### Miglior artista dance
- Becky Hill
- Calvin Harris
- Fred Again
- Joel Corry
- Raye

### Miglior artista rock/alternative
- Sam Fender
- Coldplay
- Glass Animals
- Tom Grennan
- Wolf Alice

### Miglior artista hip hop/grime/rap
- Dave
- AJ Tracey
- Central Cee
- Ghetts
- Little Simz

### Gruppo britannico
- Wolf Alice
- Coldplay
- D-Block Europe
- Little Mix
- London Grammar

### Miglior artista rivelazione
- Little Simz
- Central Cee
- Griff
- Joy Crookes
- Self Esteem

### Artista internazionale dell'anno
- Billie Eilish
- Doja Cat
- Lil Nas X
- Olivia Rodrigo
- Taylor Swift

### Gruppo internazionale dell'anno
- Silk Sonic
- ABBA
- BTS
- Måneskin
- The War on Drugs

### Star in ascesa
- Holly Humberstone
- Bree Runway
- Lola Young

### Produttore britannico dell'anno
- Inflo

### Cantautore dell'anno
- Ed Sheeran